# Sexo vaginal

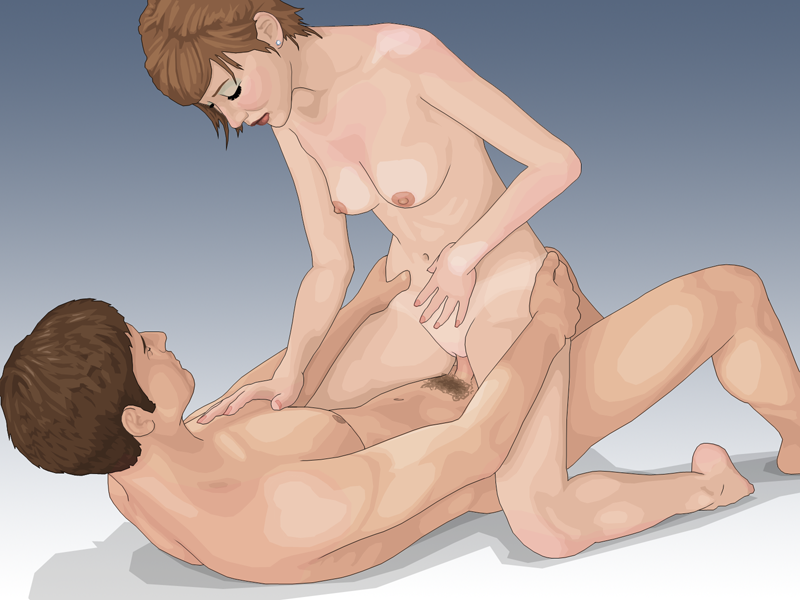
Sexo vaginal com penetração do pênis na vagina

Sexo vaginal é a penetração do pênis na vagina, propiciando ao mesmo tempo o prazer mútuo para as pessoas envolvidas e/ou a possibilidade de procriação.